# Ядерная установка
Ядерная установка (англ. nuclear installation, nuclear facility) — любая установка, на которой производятся, обрабатываются или находятся в обращении радиоактивные или делящиеся материалы в количествах, при которых необходимо принимать во внимание вопросы ядерной безопасности. 
Таким образом к ядерным установкам относятся атомные электростанции и другие объекты с энергетическими реакторами, а также сооружения с промышленными, экспериментальными и исследовательскими реакторами, критическими и подкритическими ядерными стендами, хранилища радиоактивных отходов, заводы и комплексы для обогащения урана и производства ядерного топлива, суда и иные транспортные средства с ядерной силовой установкой и многие другие объекты.
При этом в различных международных договорах и других документах могут использоваться определения понятия «ядерная установка», сужающие круг объектов, подпадающих под него. Например, к ядерным установкам могут относить только гражданские объекты, также часто из понятия исключают реакторы, использующиеся в транспортных средствах. Наиболее узкое определение международные организации дают понятию «ядерная установка» в Конвенции о ядерной безопасности 1994 года — наземная гражданская атомная электростанция и установки для обработки и переработки радиоактивных материалов, находящиеся на территории этой атомной станции и непосредственно связанные с её эксплуатацией.